# Роговское (Днепропетровская область)
Роговское (укр. Рогівське) — село, Новосёловский сельский совет, Криничанский район, Днепропетровская область, Украина.
Код КОАТУУ — 1222084505. Население по переписи 2001 года составляло 197 человек.

## Географическое положение
Село находится на левом берегу реки Мокрая Сура, выше по течению на расстоянии в 1 км расположено село Новосёловка, ниже по течению на расстоянии в 0,5 км расположено село Чернече, на противоположном берегу — сёла Зелёный Кут и Ильинка.
Рядом проходит автомобильная дорога Т-0430.